# Clarke-Gletscher (Grahamland)
Der Clarke-Gletscher ist ein 30 km langer und bis zu 3 km langer Gletscher an der Fallières-Küste des Grahamlands auf der Antarktischen Halbinsel. Er fließt in westlicher Richtung entlang der Nordflanke des Sickle Mountain und der Baudin Peaks zur Mikkelsen Bay.
Teilnehmer der British Graham Land Expedition (1934–1937) unter der Leitung des australischen Polarforschers John Rymill nahmen 1936 eine grobe Kartierung vor. Eine Schlittenmannschaft der United States Antarctic Service Expedition (1939–1941) kreuzte im Januar 1941 das Kopfende des Gletschers. Der Falkland Islands Dependencies Survey nahm zwischen 1948 und 1949 Vermessungen des unteren Gletscherabschnitts vor. Namensgeber ist Louis Colville Gray Clarke (1881–1960), Direktor des Fitzwilliam-Museum (1937–1946), welcher der British Graham Land Expedition behilflich war.